# Tratado ítalo-etíope de 1928
O Tratado ítalo-etíope de 1928,   também conhecido como Tratado de Amizade e Arbitragem Ítalo-Etíope,  foi um tratado assinado entre o Reino da Itália (Regno d'Italia) e o Império da Etiópia (Abissínia) em 2 de agosto de 1928.
Nigiste Negest Zewditu I governava a Etiópia no momento do presente tratado. Mas foi Ras Tafari Makonnen, com 36 anos de idade, que representou o governo da Etiópia. Tafari, ainda em sua menoridade, era o herdeiro aparente e regente plenipotenciário.[carece de fontes?]
Dentro de dois meses, em 7 de outubro de 1928, Ras Tafari seria proclamado Negus. Um pouco mais de dois anos depois, em 2 de novembro de 1930, Zewditu morreu e Tafari foi proclamado Nəgusä Nägäst Haile Selassie I.

## Antecedentes
Em 1926, a Itália e a Grã-Bretanha tentaram uma penetração comercial conjunta na Etiópia. Ao levar a pressão conjuntamente sobre Ras Tafari, os italianos planejavam a exploração de uma estrada de ferro e os britânicos esperavam construir uma poderosa obra de irrigação para irrigar o Sudão Anglo-Egípcio. Embora Tafari cedesse momentaneamente, posteriormente fez um protesto para a Liga das Nações; tão enérgica que a opinião pública britânica voltou-se contra as obras do sistema de irrigação que estas foram canceladas. Isso deixou os italianos em apuros. 
Ao invés de desistir de seus planos, o ditador italiano Benito Mussolini contou com a ajuda do primo do Rei Victor Emmanuel, o Duque de Abruzzi. Em 1928, com pompa e panóplia, o duque e uma comitiva de proporções reais cruzaram o Mediterrâneo, navegaram ao longo da costa da África Oriental, e, em seguida, atingiram o interior da Etiópia e sua remota capital Addis Ababa. O Duque descongelou as reservas do desconfiado Tafari, dando-lhe uma grande limousine Isotta-Fraschini, um produto italiano luxuoso que na época era vendido nos Estados Unidos por cerca de US $ 18.000 ($ 242.400 dólares americanos em 2013), juntamente com muitos outros presentes.

## Detalhes
O tratado declarou uma amizade de 20 anos entre os dois países, o acesso ao mar para a Etiópia, uma estrada para a Itália, e um acordo para resolver as futuras divergências, através da Liga das Nações. Especificamente, o tratado:
- forneceu uma concessão para a Etiópia no porto de Asseb no Mar Vermelho, na colônia italiana da Eritreia.[carece de fontes?]
- apelou para que as duas nações cooperassem na construção de uma estrada entre Asseb e Dessie.[carece de fontes?]
- declarou que a fronteira entre a Somália Italiana e Etiópia teria vinte e uma léguas paralelas à costa de Benadir (aproximadamente 73,5 milhas).[carece de fontes?]

## Consequências
Ambos os lados estavam com propósitos contraditórios quando se aproximaram pelo Tratado ítalo-etíope de 1928. Mussolini queria que o tratado fosse um veículo que permitisse que a Itália  penetrasse na Etiópia economicamente. Ele nunca teve a intenção de achegar-se a Liga das Nações para arbitragem. Enquanto isso, Ras Tafari queria arbitragem, mas nunca teve a intenção de permitir que a estrada italiana para o mar fosse construída. Ele considerava a estrada de Asseb uma rota para uma invasão natural.